# HSG Nordhorn-Lingen
HSG Nordhorn-Lingen is een handbalclub uit Nordhorn die in de Bundesliga speelt.
De club werd in 1981 opgericht als HSG Nordhorn uit de fusie van de handbalploegen van Sparta Nordhorn en Eintracht Nordhorn. In 2008 waren er financiële problemen en werd de naam na bijkomende steun van het Emsland en de Stad Lingen gewijzigd naar het huidige HSG Nordhorn-Lingen. De financiële problemen waren evenwel niet opgelost en na het seizoen 2008/09 en door verlies van de clublicentie zakte het eerste mannenteam naar de 2. Handball-Bundesliga. Het team speelt ook sinds 2013 in de tweede thuishaven in de EmslandArena in Lingen. Met de tweede plaats in het seizoen 2018/19 kon terug gepromoveerd worden zodat het team sonds 2019/20 terug in de 1. Bundesliga speelt. Echter kwam het team in het eerste seizoen in de 1. Bundesliga op de laatste plek terecht, maar door de uitbraak van het coronavirus is de Bundesliga niet uitgespeeld waarna de Duitse bond heeft besloten geen degradanten aan te wijzen. De handbalclub heeft vijf mannenploegen, vier vrouwenploegen (met als eerste team Oberliga Nordsee), negen mannelijke en zeven vrouwelijke jeugdploegen, en negen seniorenploegen.

## Bekende (oud)spelers
- Mark Bult
- Bastian Dörenkämper
- Toon Leenders
- Patrick Miedema
- Bart Ravensbergen
- Bobby Schagen
- Alec Smit
- Nicky Verjans